# Delhi (Luisiana)
Delhi es un pueblo ubicado en la parroquia de Richland en el estado estadounidense de Luisiana. En el Censo de 2010 tenía una población de 2919 habitantes y una densidad poblacional de 391,87 personas por km².

## Geografía
Delhi se encuentra ubicado en las coordenadas 32°27′12″N 91°29′24″O / 32.45333, -91.49000. Según la Oficina del Censo de los Estados Unidos, Delhi tiene una superficie total de 7.45 km², de la cual 7.45 km² corresponden a tierra firme y (0%) 0 km² es agua.

## Demografía
Según el censo de 2010, había 2919 personas residiendo en Delhi. La densidad de población era de 391,87 hab./km². De los 2919 habitantes, Delhi estaba compuesto por el 35.59% blancos, el 61.77% eran afroamericanos, el 0.38% eran amerindios, el 0.41% eran asiáticos, el 0% eran isleños del Pacífico, el 0.69% eran de otras razas y el 1.16% pertenecían a dos o más razas. Del total de la población el 1.51% eran hispanos o latinos de cualquier raza.